# Área metropolitana de Maracaibo
El Área metropolitana de Maracaibo o el Gran Maracaibo es aquella que está conformada por el sistema urbanístico decretado por MINDUR que integra los centros urbanos de los municipios: Maracaibo, San Francisco, Mara, La Cañada de Urdaneta y Jesús Enrique Lossada en el Estado Zulia, Venezuela.

## Habitantes
Con una población de 2.553.049 habitantes entre los Municipios Maracaibo y San Francisco para el año 2023, y 3.017.034 si le sumamos la aglomeración urbana directa de los municipios: Mara, La Cañada de Urdaneta, Jesús Enrique Lossada, siendo esta la segunda mayor del país y una de las más pobladas de América del Sur. El centro poblado de mayor jerarquía dentro de este sistema urbanístico lo constituye la ciudad de Maracaibo, como capital del Estado Zulia.
Maracaibo es el primer centro económico e industrial de la región y tiene fuertes vínculos con áreas urbanas que están  alrededor de su periferia: Mara, La Cañada de Urdaneta y Jesús Enrique Lossada y al otro lado del lago: Costa Oriental del Lago de Maracaibo, en las que están ubicadas: ( Los Puertos de Altagracia, Santa Rita, Cabimas, Tía Juana, Ciudad Ojeda, entre otras). A esta importante conurbación de áreas urbanas con la ciudad, se le llama "Megalópolis" y en el caso de la ciudad marabina se le conoce como: "Gran Maracaibo o "Ciudad Región".

## Historia
Maracaibo únicamente está conformada en la actualidad por dos municipios (Maracaibo y San Francisco), dado que estuvo formada solo por un municipio hasta el año 1995, año de la creación del municipio San Francisco en el sur de la ciudad.
| Distrito Metropolitano de Maracaibo (Incluyendo Área de Influencia) | Distrito Metropolitano de Maracaibo (Incluyendo Área de Influencia) | Distrito Metropolitano de Maracaibo (Incluyendo Área de Influencia) |
| Municipio                                                           | Capital                                                             | Población                                                           |
| ------------------------------------------------------------------- | ------------------------------------------------------------------- | ------------------------------------------------------------------- |
| Maracaibo                                                           | Maracaibo                                                           | 1.604.249                                                           |
| San Francisco                                                       | San Francisco                                                       | 534.359                                                             |
| Cabimas                                                             | Cabimas                                                             | 322.723                                                             |
| Lagunillas                                                          | Ciudad Ojeda                                                        | 267.952                                                             |
| Mara                                                                | San Rafael de El Moján                                              | 249.880                                                             |
| Jesús Enrique Lossada                                               | La Concepción                                                       | 145.470                                                             |
| Miranda                                                             | Los Puertos de Altagracia                                           | 120.732                                                             |
| La Cañada de Urdaneta                                               | Concepción                                                          | 105.507                                                             |
| Santa Rita                                                          | Santa Rita                                                          | 77.148                                                              |
| Simón Bolívar                                                       | Tía Juana                                                           | 59.332                                                              |
| Distrito Urbano "Gran Maracaibo"                                    | Ciudad de Maracaibo                                                 | 3.487.352                                                           |